# مخاطر العملة
مخاطر العملة (بالإنجليزية: Currency risk) هي المخاطر الناتجة بسبب تغير أسعار صرف العملات الأجنبية أو تقلب الأسعار الضمني والذي سيؤثر على سبيل المثال على قيمة الأصول التي امتُلك بتلك العملة.

## إدراج مخاطر العملة في المحاسبة
تُدرٓج مخاطر العملة في ترات الشركة. حيت يجب تقييمه ضمن مبدأ «الحذر.» يجب أن يتم تخصيص قسم من الإحطياطي له.

## مواضيع ذات صلة
- مخاطر حقوق الملكية
- مخاطر أسعار الفائدة
- المخاطر السلعية